# AIFF
AIFF (z ang. Audio Interchange File Format) – format plików dźwiękowych oparty na Interchange File Format, współtworzony przez firmę Apple. Dane audio zapisane są jako nieskompresowany PCM w Big endian. Format jest wykorzystywany głównie przez Apple na komputerach Macintosh oraz przez firmę SGI.